# ألفونسو باسو
ألفونسو باسو خيل (بالإسبانية: Alfonso Paso Gil)‏ ـ (مدريد، 12 سبتمبر 1926 ـ مدريد، 10 يوليو 1978) هو كاتب مسرحي إسباني، عمل بالتمثيل أحيانًا في بعض مسرحياته.

## حياته
ولد ألفونسو باسو في مدريد في أسرة حافلة بالأدباء والفنانين والموسيقيين؛ فقد كان أبوه «أنطونيو باسو إي كانو» كاتبًا مسرحيًا وكاتب كلمات أوبريتات ينتمي إلى جيل 98، وكانت أمه «خوانا خيل» ممثلة، وعمه مانويل باسو شاعرًا وصحفيًا.
توفي باسو بسرطان الكبد في مدينة مدريد عام 1978.

## من مسرحياته
- محاكمة وغد (1952؛ بالإسبانية: Juicio contra un sinvergüenza)
- حقوق المرأة (1962، بالإسبانية: Los derechos de la mujer)
- المهنة: مشبوه (1962، بالإسبانية: De profesión, sospechoso)
- ربطة العنق (1963، بالإسبانية: La corbata)

## روابط خارجية
- ألفونسو باسو على موقع IMDb (الإنجليزية)
- ألفونسو باسو على موقع قاعدة بيانات برودواي على الإنترنت (الإنجليزية)
- ألفونسو باسو على موقع قاعدة بيانات الفيلم (الإنجليزية)